# Manuel María Borrero
 (octobre 2023).
La mise en forme du texte ne suit pas les recommandations de Wikipédia : il faut le « wikifier ».
Les points d'amélioration suivants sont les cas les plus fréquents. Le détail des points à revoir est peut-être précisé sur la page de discussion.
- Les titres sont pré-formatés par le logiciel. Ils ne sont ni en capitales, ni en gras.
- Le texte ne doit pas être écrit en capitales (les noms de famille non plus), ni en gras, ni en italique, ni en « petit »…
- Le gras n'est utilisé que pour surligner le titre de l'article dans l'introduction, une seule fois.
- L'italique est rarement utilisé : mots en langue étrangère, titres d'œuvres, noms de bateaux, etc.
- Les citations ne sont pas en italique mais en corps de texte normal. Elles sont entourées par des guillemets français : « et ».
- Les listes à puces sont à éviter, des paragraphes rédigés étant largement préférés. Les tableaux sont à réserver à la présentation de données structurées (résultats, etc.).
- Les appels de note de bas de page (petits chiffres en exposant, introduits par l'outil «  Source ») sont à placer entre la fin de phrase et le point final[comme ça].
- Les liens internes (vers d'autres articles de Wikipédia) sont à choisir avec parcimonie. Créez des liens vers des articles approfondissant le sujet. Les termes génériques sans rapport avec le sujet sont à éviter, ainsi que les répétitions de liens vers un même terme.
- Les liens externes sont à placer uniquement dans une section « Liens externes », à la fin de l'article. Ces liens sont à choisir avec parcimonie suivant les règles définies. Si un lien sert de source à l'article, son insertion dans le texte est à faire par les notes de bas de page.
- La présentation des références doit suivre les conventions bibliographiques. Il est recommandé d'utiliser les modèles {{Ouvrage}}, {{Chapitre}}, {{Article}}, {{Lien web}} et/ou {{Bibliographie}}. Le mode d'édition visuel peut mettre en forme automatiquement les références.
- Insérer une infobox (cadre d'informations à droite) n'est pas obligatoire pour parachever la mise en page.

Pour une aide détaillée, merci de consulter Aide:Wikification.
Si vous pensez que ces points ont été résolus, vous pouvez retirer ce bandeau et améliorer la mise en forme d'un autre article.
 (octobre 2023).
Si vous disposez d'ouvrages ou d'articles de référence ou si vous connaissez des sites web de qualité traitant du thème abordé ici, merci de compléter l'article en donnant les références utiles à sa vérifiabilité et en les liant à la section « Notes et références ».
 (octobre 2023).
Manuel María José del Espíritu Santo Borrero y González (Cuenca, 10 mai 1883 - Quito, 7 juin 1975) est un homme politique équatorien. Il était membre de l'Assemblée nationale constituante réunie à Quito, qui, en raison de la démission du Chef Suprême, le Général Alberto Enríquez Gallo, l'a nommé président de la République en 1938 pour une période intérimaire. Il est décédé à Quito le 7 juin 1975. Il était le petit-neveu du président Antonio Borrero Cortázar.

## Biographie
Né à Cuenca, fils de José María Borrero Galup et de Luz González Córdova. Il a étudié le droit à l'Université de Cuenca, obtenant son diplôme d'avocat en 1906. Il a été un partisan toute sa vie du Parti Libéral Radical Équatorien. Il a soutenu le président Lizardo García, ce qui lui a valu des persécutions de la part d'Eloy Alfaro après le renversement du président.
Il s'est marié avec Ana María Bustamante Guerrero jusqu'à son décès en 1920, avec qui il a eu 3 enfants ; Arturo, Avelina et Ana Luz. Il s'est remarié en 1923 avec Dolores Filomena Crespo Vega, avec qui il a eu 2 autres enfants : María Elena et Maximiliano.

## Carrière politique
En 1912, après la "Hoguera Bárbara", il a été nommé Secrétaire de la Gouvernance de Cañar par le président Leónidas Plaza Gutiérrez, puis Ministre de la Cour Supérieure de Quito, poste qu'il a occupé jusqu'en 1921, date à laquelle il a été nommé Consul de l'Équateur à Valparaíso, au Chili, où il est resté un an, après quoi il est retourné pour occuper le poste de Gouverneur de l'Azuay, qu'il a également occupé pendant un an.
Plus tard, il a été Procureur de la Cour de Cuenca, puis il est passé à Quito pour agir en tant que Juge de la Cour Suprême, poste qu'il a occupé de 1928 à 1935 ; en outre, à partir de 1932, il a été Président de cette cour. En août 1938, il a participé en tant que député à l'Assemblée Nationale Constituante de 1938 réunie à Quito.

## Président constitutionnel par intérim
Comme aucune des trois tendances représentées à l'Assemblée Constituante de 1938 ne jouissait d'une majorité, il y a eu des conflits dans la désignation des autorités. Les socialistes étaient à deux voix de choisir Teodoro Alvarado Olea, de l'Union Démocratique de Gauche, comme président intérimaire de la République, "un candidat d'une grande intelligence et d'une droiture politique évidente", selon Alfredo Pareja Diezcanseco, représentant à l'époque dans cette Constituante. Finalement, le 10 août 1938, les représentants ont élu Francisco Arízaga Luque, encore jeune, en tant que président de l'Assemblée et Manuel María Borrero en tant que président intérimaire de la République.
Borrero a souhaité former un gouvernement de réconciliation nationale, mais il n'a pas pu le faire. Dès le premier instant, il y a eu une rivalité entre Arízaga et Borrero, car les deux aspiraient à la présidence constitutionnelle dès que l'Assemblée adopterait une nouvelle Constitution. "Ce furent des jours d'une violence extrême. Le gouvernement envoyait ses hommes insulter et agresser les députés de gauche", se souvient le député Pareja Diezcanseco, ces événements se produisant après un fait controversé dans lequel des infiltrés d'Arízaga Luque utilisaient le télégraphe du Palais de Carondelet pour faire campagne en sa faveur.
Le Corps des Carabiniers, créé par le dictateur Alberto Enríquez Gallo, a soutenu inconditionnellement Borrero. Un fait notable de sa présidence a été le retrait du Pérou de la Délégation Équatorienne-Péruvienne à Washington pour résoudre pacifiquement le conflit frontalier entre les deux pays en raison d'erreurs graves commises par le ministère des Affaires étrangères et le service extérieur de l'Équateur.
L'Assemblée Nationale est restée en conflit constant entre les députés libéraux et socialistes pour l'élection du président constitutionnel, ce qui a gravement affecté la stabilité du gouvernement. Frustré par le conflit, Borrero a démissionné après 114 jours, le 2 décembre 1938, et Aurelio Mosquera Narváez a été immédiatement élu président constitutionnel.

## Vie après la présidence
Borrero a été proposé comme candidat par une faction du parti libéral aux élections de l'Assemblée Constituante pour désigner le président constitutionnel, mais il a rejeté sa nomination. Il s'est consacré à l'écriture d'ouvrages historiques et de drames jusqu'à sa mort à Quito à l'âge de 92 ans.